# Naples Challenger
Il Naples Challenger, noto anche come ITG Naples Challenger per motivi di sponsorizzazione, è stato un torneo professionistico maschile di tennis giocato su campi in terra verde. che faceva parte delle ATP Challenger Series. Si è giocato annualmente dal 1992 al 1994 e dal 2006 al 2007 a Naples, negli Stati Uniti d'America.

## Albo d'oro

### Singolare
| Anno      | Campione              | Finalista        | Punteggio     |
| --------- | --------------------- | ---------------- | ------------- |
| 2007      | Bobby Reynolds        | Robert Kendrick  | 7–6(5), 6–4   |
| 2006      | Carlos Berlocq        | Pablo Cuevas     | 6–3, 7–5      |
| 2005 1995 | Non disputato         | Non disputato    | Non disputato |
| 1994      | Christian Ruud        | Brian Dunn       | 6–1, 6–0      |
| 1993      | Karsten Braasch       | Gilbert Schaller | 1–6, 6–4, 7–6 |
| 1992      | Juan Gisbert Schultze | Karsten Braasch  | 7–5, 1–6, 6–4 |

### Doppio
| Anno      | Campioni                            | Finalisti                      | Punteggio           |
| --------- | ----------------------------------- | ------------------------------ | ------------------- |
| 2007      | Leonardo Mayer Juan Pablo Brzezicki | Pablo Cuevas Horacio Zeballos  | 6–1, 6(4)–7, [10–8] |
| 2006      | Pablo Cuevas Horacio Zeballos       | Goran Dragicevic Mirko Pehar   | 7–6(5), 6–3         |
| 2005 1995 | Non disputato                       | Non disputato                  | Non disputato       |
| 1994      | Trevor Kronemann David Macpherson   | Marcos Ondruska Grant Stafford | 6–3, 7–6            |
| 1993      | Francisco Montana Jim Pugh          | Mark Knowles Jared Palmer      | 7–6, 3–6, 6–4       |
| 1992      | Todd Nelson Tobias Svantesson       | Mark Knowles Alex O'Brien      | 2–6, 6–3, 6–4       |